# とある魔術のヘヴィーな座敷童が簡単な殺人妃の婚活事情
『とある魔術のヘヴィーな座敷童が簡単な殺人妃の婚活事情』（とあるまじゅつのヘヴィーなざしきわらしがかんたんなさつじんきのこんかつじじょう）は、鎌池和馬による日本のライトノベル。イラストははいむらきよたか、凪良、真早、葛西心、依河和希、烏丸渡、犬江しんすけ、朝倉亮介、たいしょう田中、原つもい、かまたが担当している。電撃文庫（KADOKAWA）より2015年2月に刊行された。

## 概要
鎌池和馬10周年を記念して執筆された小説。鎌池和馬が10年間で刊行してきた各シリーズの登場人物達が集うコラボレーション企画。また、『ヴァルトラウテさんの婚活事情』における世界観と本作の舞台は同一のものであり、設定に繋がりが見られる。
鎌池和馬10周年記念サイトにて執筆が発表され、鎌池和馬BOXにて前編が掲載された。また、月刊少年ガンガンにてコミカライズされている。

## あらすじ
目が覚めると、上条当麻は木目の大地にいた。そこで、この世界に飛ばされた者達と合流すると木目の大地の正体が分かり、飛ばされた場所が北欧神話の世界ということが判明する。元の世界に帰るために右往左往する中、彼等はこの世界の住民でありワルキュリエでもあるヴァルトラウテと、その婿である少年と出会った。どうにか人里らしき場所にたどり着き、当面の資金稼ぎをしようとするとある女性と出会う。資金稼ぎを一通り終えた彼等は話しかけてきた女性と異世界コミュニケーションを取ろうとするが失敗。しかし異世界の思考との交流はその女性に”北欧神話の世界の歪み”を気づかせ、ここに北欧神話の世界の危機が訪れた。

## 登場人物
『とある魔術の禁書目録』から登場
上条当麻（かみじょう とうま）
『とある魔術の禁書目録』の主人公。あらゆる異能の力を打ち消す「幻想殺し」を右手に宿している。ツンツン頭の不幸な高校1年生。
インデックス
『とある魔術の禁書目録』のメインヒロイン。完全記憶能力によって10万3000冊の魔導書を記憶する人間図書館。白い修道服を纏う少女。
御坂美琴（みさか みこと）
『とある魔術の禁書目録』のヒロインの1人にして、その外伝作品『とある科学の超電磁砲』の主人公。「超電磁砲」の異名を持つ電撃使いの超能力者。短髪の中学2年生。
『ヘヴィーオブジェクト』から登場
クウェンサー＝バーボタージュ
『ヘヴィーオブジェクト』の主人公。超巨大兵器「オブジェクト」の設計を学ぶために戦地へ派遣された留学生。金髪で女顔の17歳の少年。爆弾の取り扱いに長ける。
ヘイヴィア＝ウィンチェル
『ヘヴィーオブジェクト』の準主人公。大貴族の嫡男。家督を継ぐ上で貴族としての箔を必要としたために軍人となる。茶髪で不真面目な17歳の少年。
ミリンダ＝ブランティーニ
『ヘヴィーオブジェクト』のメインヒロイン。超巨大兵器「オブジェクト」ベイビーマグナムの操縦士。14歳の少女。台詞は平仮名の多い独特な口調。通称「お姫様」。
『インテリビレッジの座敷童』から登場
陣内 忍（じんない しのぶ）
『インテリビレッジの座敷童』の主人公。妖怪に好かれる体質の高校1年生。髪を金髪に染めた見栄っ張りな性格。
座敷童・縁（ゆかり）
『インテリビレッジの座敷童』のメインヒロイン。グラマラスな体型で赤い浴衣を着た座敷童。妖怪なので、物理的な損傷を受けない。
雪女（ゆきおんな）
幼女体型の雪女。妖怪なので物理的な損傷を受けない。陣内忍を好いている。
『ヴァルトラウテさんの婚活事情』から登場
ヴァルトラウテ
ワルキュリエ9人姉妹の四女で、ジャックと結婚している。
ジャック
人間界ミズガルズに住む少年で、ヴァルトラウテからは基本『少年』と呼ばれる。ヴァルトラウテの夫。優しい性格だが芯の強さがある。
ヘル
冥界ニフルヘイムの女王。『異邦人』との交流により第二の主神として覚醒し、異世界から様々な『異邦人』を召喚する。
ラン
海の女神。海神エーギルの妻。
『簡単な〜シリーズ』から登場
安西恭介（あんざい　きょうすけ）
『簡単なアンケートです』の主人公。大学1年生で、社会学関係を専攻している。進学にあたり2浪している。
東川守（ひがしがわ　まもる）
『簡単なモニターです』の主人公。大学生。「常勝の挑戦者」という特異体質の持ち主。男性陣の中では比較的に硬派。
可憐（かれん）
『簡単なモニターです』におけるアトラクションランドの主催者。「不敗の帝王」という特異体質の持ち主。
『殺人妃とディープエンド』から登場
出典には挿絵がないので、本作で初めて容姿のイラストが公開された。
七浄京一郎（ななじょう　きょういちろう）
何をやっても死なない不思議な運命を持つ高校1年生。
サツキ
「殺人妃」の異名を持つ少女。国家公安委員会に公認を受けた、対殺人鬼専用の殺人鬼。特殊ゴム製のロープを巧みに操る。
『未踏召喚://ブラッドサイン』から登場
城山 恭介（しろやま きょうすけ）
「未踏召喚://ブラッドサイン」の主人公。『不殺王（アリス〈ウィズ〉ラビット）』の異名を持つ召喚士。
冥乃河 彼岸（めいのかわ ひがん）
依代の少女。憑依体質を持つ。
白き女王
絶対的な力を誇る究極の『被召物（マテリアル）』。

## 既刊一覧

### 小説
| タイトル                                             | 初版発行日（発売日）  | ISBN              |
| ---------------------------------------------------- | --------------------- | ----------------- |
| とある魔術のヘヴィーな座敷童が簡単な殺人妃の婚活事情 | 2015年2月10日（同日） | 978-4-04-869250-2 |

### 漫画
本作のコミカライズが、『月刊少年ガンガン』（スクウェア・エニックス）において2015年3月号から同年11月号まで連載した。構成は西野リュウ。作画は臥待始。単行本は全2巻。
| 既刊コミックス                                           | 初版発行日（発売日）   | ISBN              |
| -------------------------------------------------------- | ---------------------- | ----------------- |
| とある魔術のヘヴィーな座敷童が簡単な殺人妃の婚活事情 1巻 | 2015年11月21日（同日） | 978-4-7575-4794-0 |
| とある魔術のヘヴィーな座敷童が簡単な殺人妃の婚活事情 2巻 | 2015年12月22日（同日） | 978-4-7575-4827-5 |